# Midnight (pel·lícula de 1934)
Midnight és una pel·lícula dramàtica estatunidenca de 1934, la primera dirigida per Chester Erskine i protagonitzada per Sidney Fox, O.P. Heggie, Henry Hull i Margaret Wycherly. Es va basar en una obra de Theatre Guild amb el mateix nom de Paul i Claire Sifton. La pel·lícula va ser produïda per a Universal i es va rodar amb un pressupost modest de 50.000 dòlars als Thomas Edison Studios, que el productor i director Chester Erskine va reobrir específicament per al rodatge.
Humphrey Bogart va tenir un paper de suport, encara que clau. La pel·lícula va ser reestrenada com Call It Murder per Screen Guild Productions (Guaranteed Pictures) el 1949 després que Bogart es convertís en una estrella; se li va donar la màxima factura, tot i que està present en poques escenes i es va acreditar en vuitè lloc en el llançament original.

## Argument
Una dona anomenada Ethel Saxon és jutjada per haver matat a trets el seu amant; la seva defensa és que no volia matar-lo, sinó que va disparar sota una pressió emocional extrema perquè no aguantava que l'estigués deixant. Els espectadors li donen una oportunitat decent de deixar-se anar perquè era un delicte passional. Però Edward Weldon, el president del jurat, li pregunta si va agafar els diners que el seu amant havia recollit per marxar després que li va disparar, i quan ella li diu que sí, ell conclou, i influeix en el jurat per trobar, que això significa que el crim va ser premeditat. És condemnada per assassinat en primer grau i condemnada a mort.
El vespre de l'execució d'Ethel, Edward s'enfronta a les conseqüències del seu paper. Els amics han vingut a la casa per distreure la família, però els periodistes s'agrupen a l'exterior i un periodista sense escrúpols ha subornat el gendre de Weldon perquè li permeti instal·lar una ràdio falsa a la casa perquè pugui jugar amb les emocions d'Edward amb una "transmissió" exagerada de l'execució.
La filla de Weldon, Stella, va conèixer un home encantador anomenat Gar Boni al judici, i en les setmanes següents s'ha enamorat bojament d'ell. Però diu als seus amics que una de les raons per les quals marxarà de la ciutat aquesta nit és que ella s'està posant massa seriosa i que no és el seu tipus de romanç. Ell va a la casa, i ella li suplica que es quedi o se l'emporti; ella amenaça amb anar a l'estació de tren a mitjanit si ell no torna a dir-se un altre adéu. Durant la seva conversa, s'adona que ell porta una pistola, que diu que és per la seva feina.
El periodista pretén difondre detalls d'Ethel cridant i enfonsant-se mentre la condueixen a la cadira, tot i que la veiem, en escenes intercalades, patint i tement però caminant cap a la seva mort amb dignitat. L'Edward, pressionat per això i els seus sentiments, obre la seva porta principal i fa als periodistes que l'esperen una emotiva declaració sobre com la llei és la llei i ho van fer bé. Al mateix moment que s'apaga l'interruptor de la cambra d'execució, una pistola es dispara on Stella i Gar tenen la seva última discussió al seu cotxe.
La Stella entra a la casa portant l'arma d'en Gar i diu que li va disparar. La resta de la seva família immediatament decideixen trucar al fiscal perquè vagi a casa, aprofitant la influència de l'Edward, i comencen a trobar excuses per a ella i li diuen a l'Edward que han de posar-se d'acord en una història per exculpar-la. Volen que digui que Gar la va atacar i ella li va disparar en defensa pròpia, i més d'un pressiona l'Edward perquè escolliu la seva filla en lloc d'"unes antigues lleis florides" que tots els altres incompleixen. Però Weldon, encara que òbviament dividit entre l'amor per la seva filla i els seus pronunciaments passats sobre l'estat de dret li diu la veritat al fiscal. Afortunadament, els homes del fiscal investiguen l'escena de l'assassinat i descobreixen que la bala que va matar en Gar venia d'un altre cotxe a l'altra banda del carrer; ell va ser víctima d'un atac de bandes, no del crim de passió que la Stella, que s'identifica amb l'Ethel, pensava cometre. Ella plora als braços d'Edward mentre el seu dilema agònic és negat.

## Repartiment
- Sidney Fox com a Stella Weldon
- O.P. Heggie com a Edward Weldon
- Henry Hull com a Nolan
- Margaret Wycherly com a Senyora Weldon
- Lynne Overman com a Joe Biggers (acreditat com a Lynn Overman)
- Katherine Wilson com a Ada Biggers
- Richard Whorf com a Arthur Weldon
- Humphrey Bogart com a Gar Boni
- Granville Bates com a Henry McGrath
- Cora Witherspoon com a Elizabeth McGrath
- Moffat Johnston com a Dist. Atty. Plunkett
- Henry O'Neill com a Ingersoll (acreditat com a Henry O'Neil)